# Zygoseius
Zygoseius  es un género de ácaros perteneciente a la familia Pachylaelapidae.

## Especies
Zygoseius Berlese, 1916 
- - Zygoseius alveolaris Karg, 1998
  - Zygoseius ampullus Halliday, 1997
  - Zygoseius foramenis Karg, 1998
  - Zygoseius incisus Karg, 1998
  - Zygoseius laticuspidis Karg, 1998
  - Zygoseius metoecus Halliday, 1997
  - Zygoseius ovatus Karg, 1998
  - Zygoseius sarcinulus Halliday, 1997
  - Zygoseius separatoporus Karg, 1998